# Cricket (Carolina del Nord)
Cricket és una concentració de població designada pel cens dels Estats Units a l'estat de Carolina del Nord. Segons el cens del 2000 tenia 2.053 habitants.

## Demografia
Segons el cens del 2000, Cricket tenia 2.053 habitants, 862 habitatges i 581 famílies. La densitat de població era de 198,7 habitants per km².
Dels 862 habitatges en un 25,8% hi vivien nens de menys de 18 anys, en un 51,6% hi vivien parelles casades, en un 9,2% dones solteres, i en un 32,5% no eren unitats familiars. En el 28,9% dels habitatges hi vivien persones soles l'11,5% de les quals corresponia a persones de 65 anys o més que vivien soles. El nombre mitjà de persones vivint en cada habitatge era de 2,38 i el nombre mitjà de persones que vivien en cada família era de 2,85.
Per edats la població es repartia de la següent manera: un 19,6% tenia menys de 18 anys, un 9,8% entre 18 i 24, un 30,2% entre 25 i 44, un 24,4% de 45 a 60 i un 16% 65 anys o més.
L'edat mediana era de 38 anys. Per cada 100 dones de 18 o més anys hi havia 107,2 homes.
La renda mediana per habitatge era de 27.017 $ i la renda mediana per família de 33.148 $. Els homes tenien una renda mediana de 25.720 $ mentre que les dones 16.822 $. La renda per capita de la població era de 12.989 $. Entorn del 9,7% de les famílies i el 13,4% de la població estaven per davall del llindar de pobresa.

## Poblacions més properes
El següent diagrama mostra les poblacions més properes.